# Lampertus
Lampertus (fl. XIII secolo) è stato un vetraio tedesco.
Si hanno pochissime informazioni biografiche su questo maestro vetraio tedesco. Forse formato nell'ambiente artistico di Spira, fu attivo in diverse chiese della città di Esslingen dal 1280, in particolare in quella dedicata a San Dionigi.
La sua opera si segnala per una garbata e raffinata leggerezza parigina che fa da tramite tra la produzione tedesca e quella francese di questo periodo. In particolare, Lampertus potrebbe essere oggetto di un autoritratto in una delle vetrate della chiesa di San Dionigi. Si tratta del secondo ritratto di un artista vetraio, dopo quello di Gherlacus del secolo precedente, e attesta l'ormai avvenuta ascesa dello status sociale del vetraio, iniziata proprio con il predecessore.